# Гончаров Петро Григорович
Петро Григорович Гончаров (* 18 жовтня 1888, Київ — † 20 травня 1970, Київ) — український хоровий диригент, композитор.

## Життєпис
Народився у незаможній сім'ї робітників. Змалку співав у церковних хорах. У 1907 році закінчив музичне училище Балтійського флоту по класу кларнета, згодом брав уроки диригування, читання оркестрової партитури, гармонії і композиції у Рейнгольда Глієра. До себе у хор Гончарова взяв Олександр Кошиць. Тут юнак на практиці навчався диригувати.
З 1907 р. був регентом хорів провідних київських соборів — Володимирського, а з 1921 року десятиліття очолював хор Софійського собору.
З 1906 р. — диригент хорів театрів Миколи Садовського, Панаса Саксаганського. Співпрацював з Лесем Курбасом, Анатолієм Петрицьким.
Був організатором і багато років керував капелою Південно-Західної залізниці, за що був удостоєний звання «Почесний залізничник». Працював художнім керівником капели «Думка», київської опери (1920–1924), Української музичної драми 1919 року.
У 1921 році після важкої хвороби втратив зір, після чого вивчив всі хорові твори напам'ять.
Навесні 1940 року Гончаров опинився у Львові. Тут після приходу радянської влади було створено капелу «Трембіта». Її диригентом якраз став Петро Гончаров. У той же час працював диригентом і для оркестру й хору і у львівській опері.
Після приходу в Україну нацистів Гончаров повернувся до Києва й знову став регентом Володимирського собору. Тоді його фашисти за талант і працьовитість (інших заслуг перед новою владою він не мав) нагородили залізним хрестом. «Це є хрест на мою могилу», — сказав рідним Петро Григорович. І виявився, у великій мірі, провидцем. Ця подія вкрай негативно вплинула на його подальше життя.
У 1942 році Гончаров організував у Києві концерт під назвою «На зло ворогам». До програми потрапила кантата Лисенка «Б'ють пороги». За виконання цього революційного твору німецька влада не виплатила диригенту обіцяного гонорару.
До кінця життя проживав у будинку на вулиці Володимирській, 20. Похований на Байковому цвинтарі. Пам'ятник на могилі встановила своїм коштом колишня хористка Гончарова, котра емігрувала до Швейцарії.
Родина Гончарова задовго після його смерті, аж у 1990-х, дізналася про те, що він був диригентом. «Нам ніхто ніколи не говорив про те, що дідусь писав церковну музику. Десь на початку 90-х минулого століття на Різдво Христове мій чоловік Богдан, артист капели „Думка“, який співав у хорі Володимирського собору, натрапив на ноти творів Гончарова, мого рідного дідуся. Згодом ми дізналися, що в одному з канадських журналів була опублікована велика стаття Павла Маценка, присвячена творчості Гончарова», — розповіла онука диригента Ніна Дунь.

## Творчість
- «Хресту Твоєму».
- «Служба визволення».
- Є автором «Літургії» для змішаного хору з кількома варіантами виконання кількох її частин. Усі частини написані в різних тональностях.
- Голосить звістку (для мішаного хору)[2].